# Cenangium acicola
Cenangium acicola är en svampart som först beskrevs av Karl Wilhelm Gottlieb Leopold Fuckel, och fick sitt nu gällande namn av Rehm 1896. Cenangium acicola ingår i släktet Cenangium och familjen Helotiaceae.   Inga underarter finns listade i Catalogue of Life.